# Akodon siberiae
Akodon siberiae е вид бозайник от семейство Хомякови (Cricetidae). Видът е почти застрашен от изчезване.

## Разпространение
Видът е разпространен в Боливия.